# Batarà beccorbat
El batarà beccorbat (Clytoctantes alixii) és una espècie d'ocell de la família dels tamnofílids (Thamnophilidae).

## Hàbitat i distribució
Habita el sotabosc de la selva pluvial de les terres baixes del nord-oest i nord de Colòmbia i nord-oest de Veneçuela.